# William de Londres († 1211)
William de Londres († 1211) war ein anglonormannischer Adliger. Er war der älteste Sohn von Maurice de Londres und dessen Frau Adeliza. Er erbte von seinem Vater die Herrschaften Ogmore und Oystermouth in Südwales sowie den Anspruch auf Kidwelly, das jedoch um 1159 von dem walisischen Fürsten Rhys ap Gruffydd von Deheubarth erobert worden war. Nach 1184 wurde er Constable der königlichen Burg von Swansea. Im Jahr 1192 wurde er in der Burg zehn Wochen lang von Rhys ap Gruffydd belagert, ehe die Burg entsetzt wurde. Während des Erbfolgestreits zwischen den Söhnen von Rhys ap Gruffydd nach dem Tod ihres Vaters konnte William vor 1201 Kidwelly Castle zurückgewinnen. Maredudd, einer der Söhne von Rhys ap Gruffydd, wurde 1201 von Williams Gefolgsleuten getötet. Im Jahr 1207 wurde William Constable der königlichen Burgen Cardigan und Carmarthen Castle.
Die in vier Teile zerbrochenen Reste seines Grabmals befinden sich in der ehemaligen Prioratskirche von Ewenny.
Williams Tochter Eve heiratete Oliver of Barnstaple. Da William keine männlichen Nachfahren hinterließ, erbte sein jüngerer Bruder Thomas seine Besitzungen. Thomas verlor Kidwelly 1215 an Rhys Gryg, einen weiteren Sohn von Rhys ap Gruffydd. Er starb um 1216, seine Tochter Hawise erbte Ogmore und die Ansprüche auf Kidwelly.